# Deutsche Postbank
Postbank – eine Niederlassung der Deutsche Bank Aktiengesellschaft (або просто Postbank, у перекладі: "Поштовий банк") — німецький роздрібний банк, з головним офісом в м. Бонн. Володіє найбільшою мережею відділень серед банків Німеччини, за розмірами активів входить в десятку найбільших. Заснований у 1990 році як підрозділ державної компанії Bundespost. В 1996 році, внаслідок поділу Bundespost, став дочірньою компанією Deutsche Post. Пізніше контролюючий пакет акцій банку придбав Deutsche Bank.
Станом на 2010 рік, загальні активи Postbank становили 214 мільярдів євро, чистий прибуток за цей же рік склав 138 мільйонів євро.

## Галерея

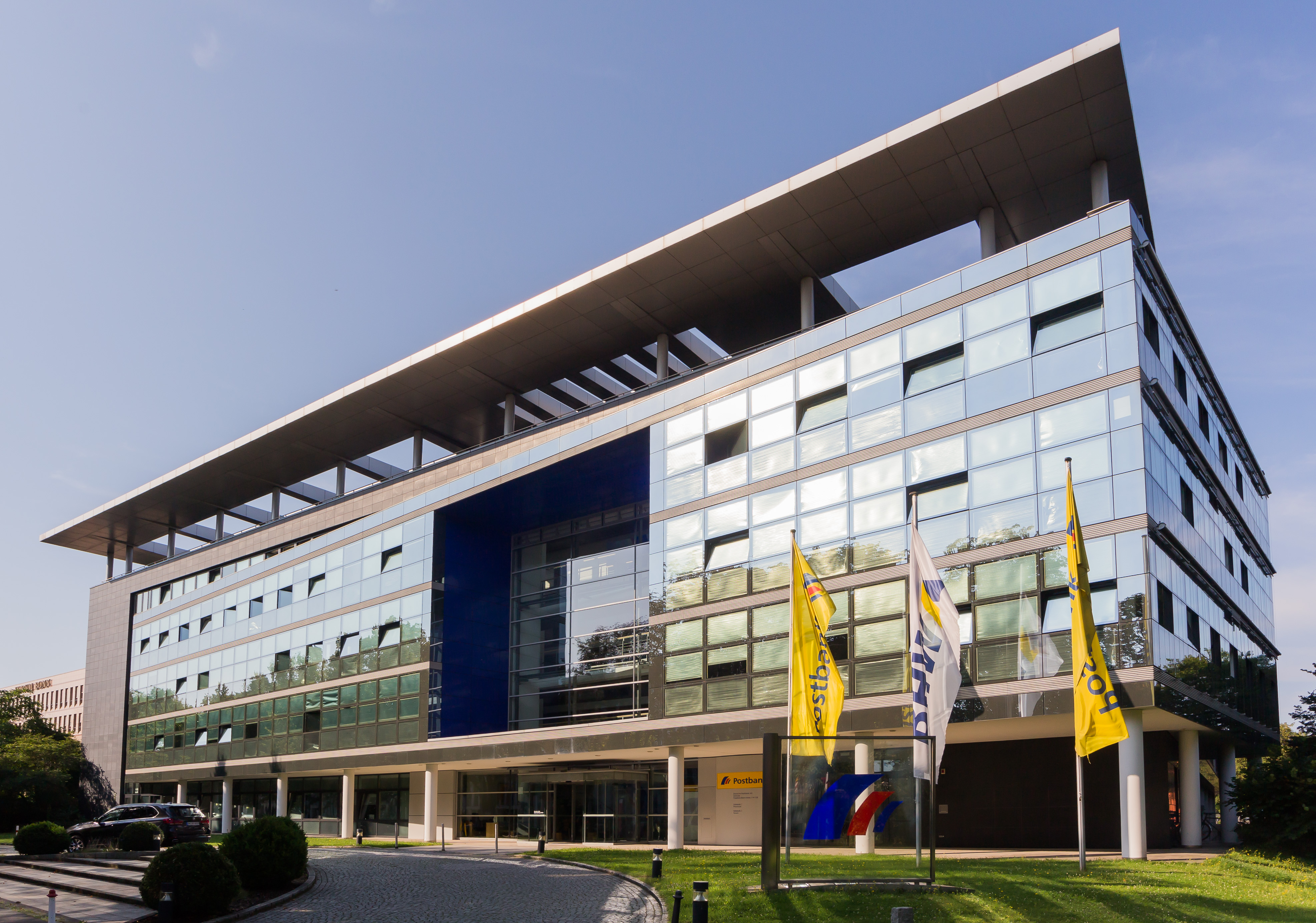
Головний офіс в Бонні
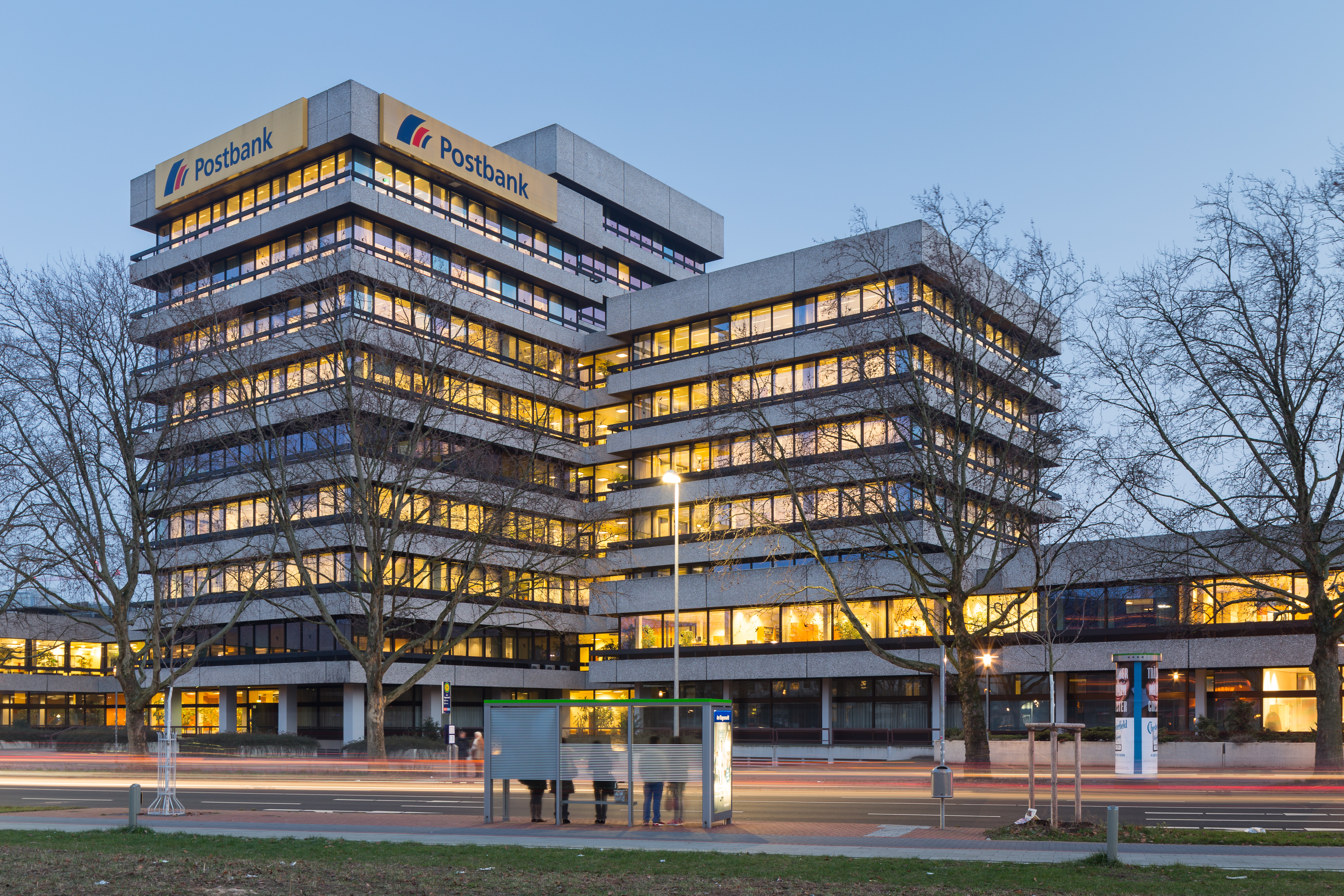
Офіс у Ганновері
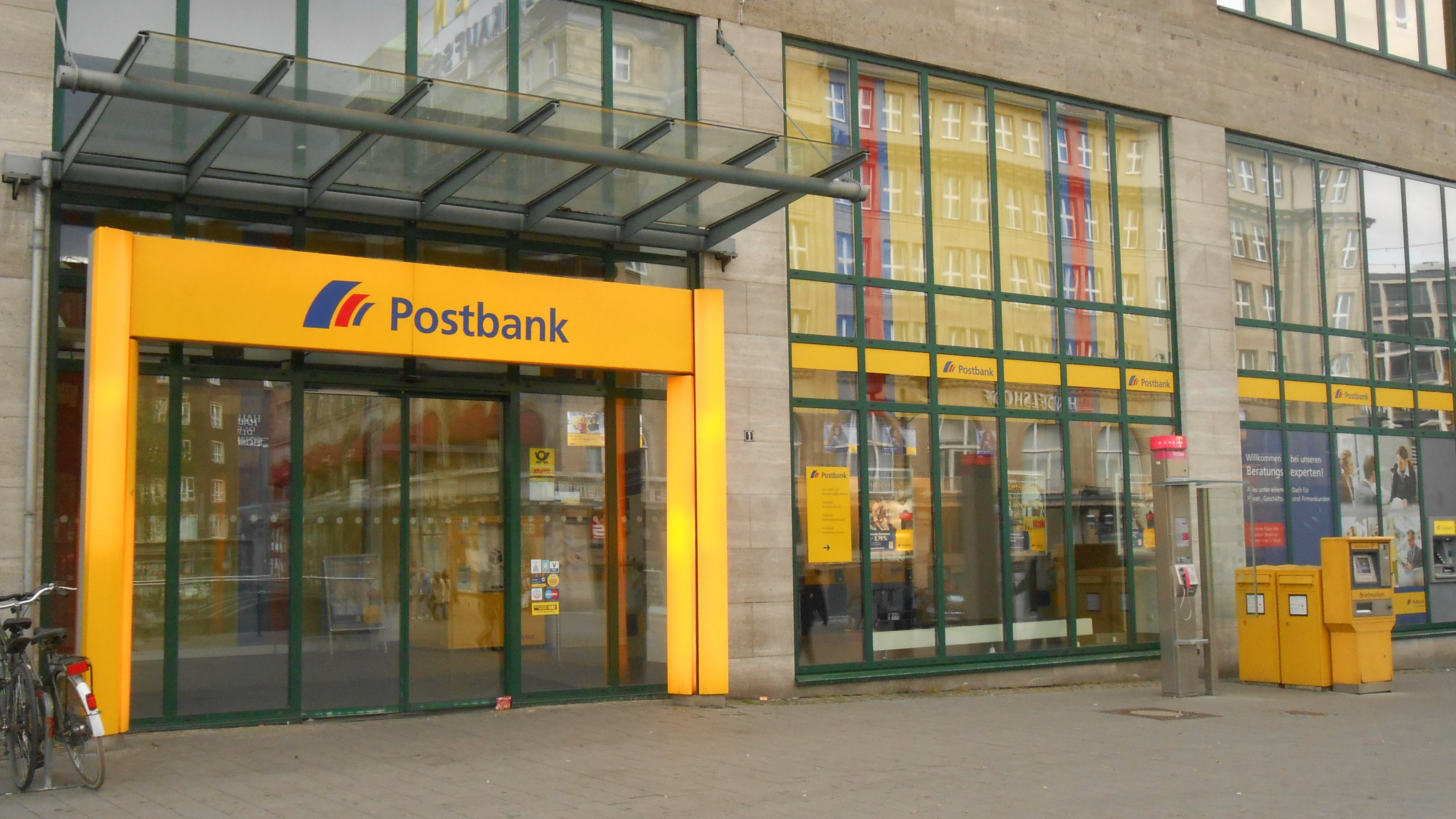
Відділення в м. Ессен
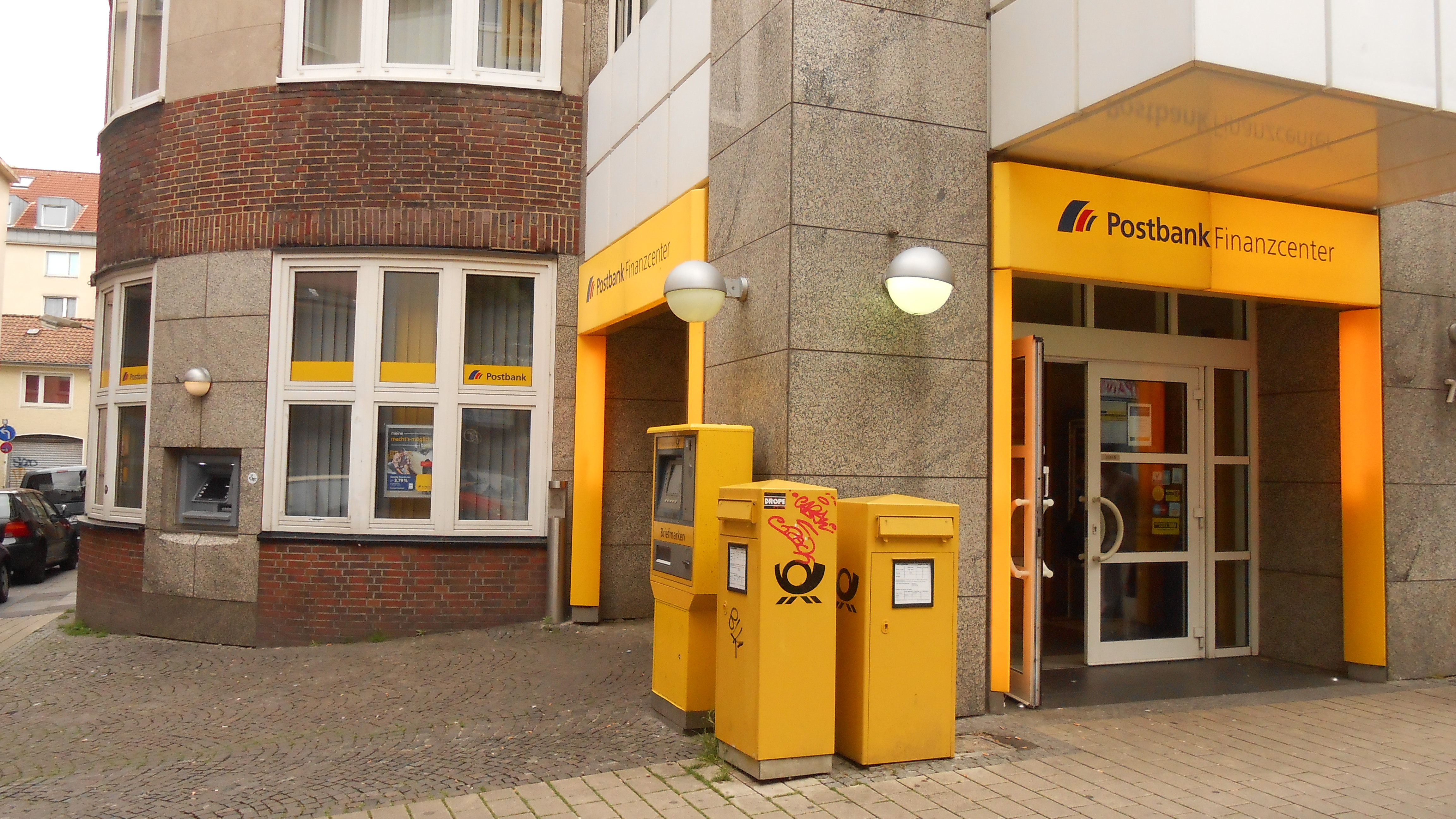
Відділення в Дортмунді
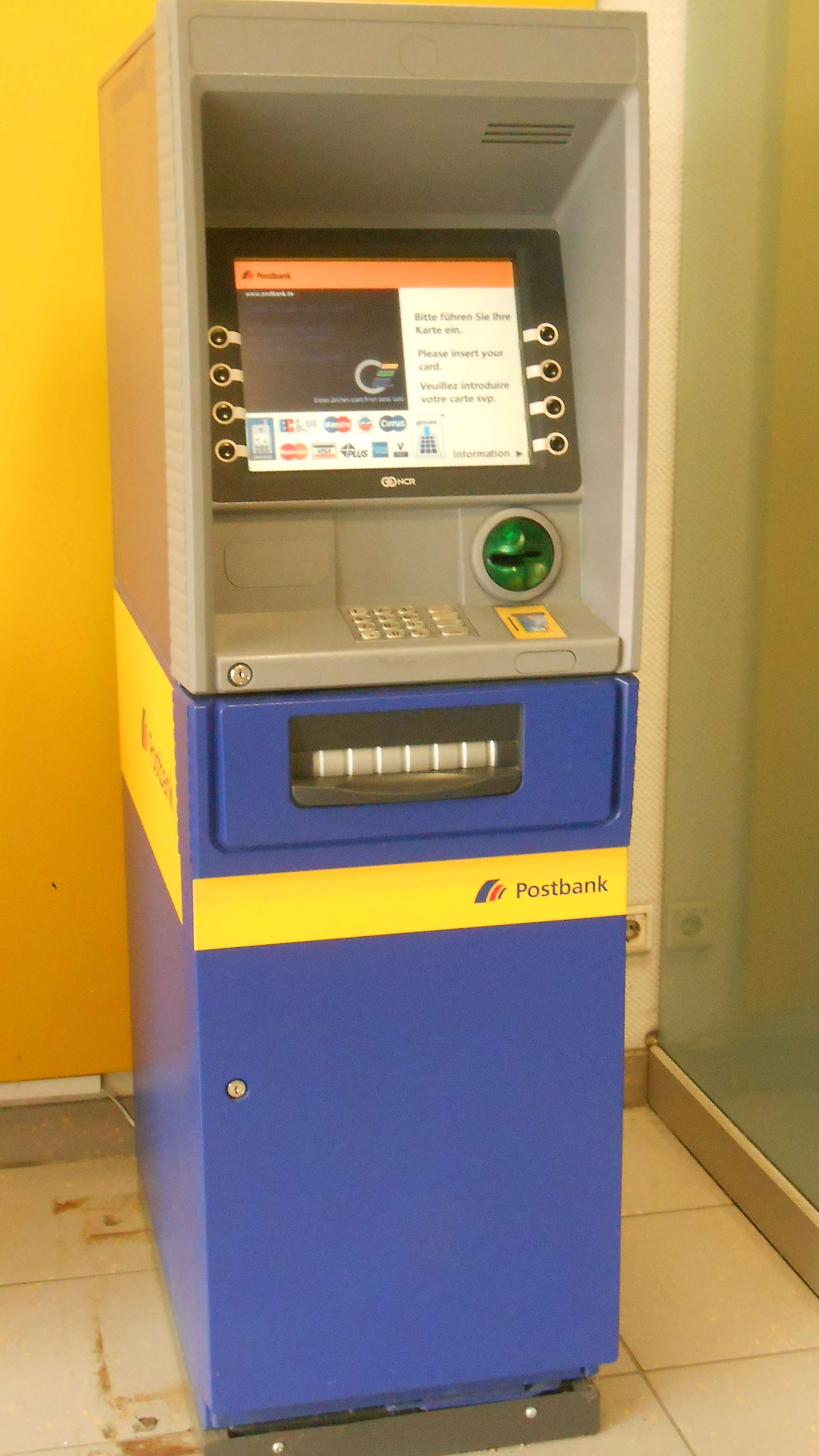
Банкомат Postbank